# Dąbrowa Górnicza (nádraží)
Dąbrowa Górnicza je železniční stanice ve městě Dąbrowa Górnicza ve Slezském vojvodství v Polsku. Stanice se nachází v centru města na ulici Kolejowa 3, nedaleko významných bodů, jako jsou Palác kultury Zagłębie (550 m), Obchodní centrum Pogoria (600 m) nebo Fabryka Pełna Życia (400 m). Stanice byla postavena v 19. století jako zastávka na Varšavsko-vídeňské dráze. Jedná se o hlavní železniční stanici města, která zajišťuje přímá spojení do Varšavy, Białystoku, Čenstochové a Bielska-Białé.

## Budova nádraží
Budova nádraží byla postavena v roce 1888 a v roce 2023 prošla kompletní rekonstrukcí. Modernizace zahrnovala nové základy, stropy a krovy. Budova získala moderní interiéry, včetně klimatizované čekárny, pokladen, toalet a místnosti pro péči o děti. V budově se také nachází Dąbrowský podnikatelský inkubátor.

## Infrastruktura
Stanice má dvě nástupiště, která jsou přizpůsobena pro obsluhu osob se sníženou pohyblivostí. Jsou vybavena výtahy a rampami pro invalidní vozíky. Nástupiště mají přístřešky, lavičky a elektronické informační tabule. Podchod spojuje nástupiště s budovou nádraží a také umožňuje přístup na obě strany kolejiště. V roce 2023 byl v okolí nádraží vybudován integrovaný dopravní uzel s parkovištěm o kapacitě 375 míst, což je součást infrastruktury P+R.. Na stanici je zastřešený stojan na kola (20 krytých míst) a stojany na kola (30 otevřených míst). V blízkosti se nachází stanice sdílených městských kol, přičemž síť stanic pokrývá celé město. Ke stanici vedou také cyklostezky

## Dopravní dostupnost
Přímo u stanice se nachází dopravní uzel s čtyřstanovištní autobusovou zastávkou „Dąbrowa Górnicza Dworzec PKP“, která obsluhuje 9 městských a jednu metropolitní linku. Ty zajišťují spojení s centrem města, dalšími částmi Dąbrowy Górnicze i sousedními městy. V okolí se nachází parkoviště systému P+R, B+R, K+R, stanoviště taxi a zastávka systému sdílených městských kol.